# Andrea Jonasson
Andrea Jonasson (* 29. Juni 1942 in Freiburg im Breisgau; gebürtig Andrea Stumpf) ist eine deutsche Schauspielerin.

## Leben und Laufbahn
Die Tochter der Schauspieler Wolfgang Stumpf und Christine Mylius , sowie die ältere Schwester von Isabel Stumpf, nahm Unterricht an der Otto-Falckenberg-Schule in München und begann ihre Laufbahn 1962 als Elevin am Deutschen Schauspielhaus in Hamburg. Es folgte ein Engagement am Theater der Stadt Heidelberg, an dem sie bis 1966 tätig war. Danach gehörte sie zum Ensemble am Schauspielhaus Zürich. Gastspiele führten sie zu den Salzburger Festspielen, an das Deutsche Schauspielhaus und das dortige Thalia Theater in Hamburg, an das Piccolo Teatro in Mailand und andere italienische Bühnen.
Im Jahr 1973 lernte sie bei den Salzburger Festspielen den Schauspieler, Regisseur und Intendanten Giorgio Strehler kennen, unter dessen Regie sie von da an öfter spielte. 1981 heiratete sie ihn. 
Von 1974 bis 1998 gehörte Jonasson zum Ensemble des Wiener Burgtheaters. Die Kammerschauspielerin übernahm zudem Rollen bei Film und Fernsehen. So spielte sie 1973 eine Hauptrolle in der Verfilmung des Romans Gott schützt die Liebenden von Johannes Mario Simmel und 1989 in Das Spinnennetz nach dem gleichnamigen Fortsetzungsroman von Joseph Roth sowie von 2005 bis 2007 die Christine Duchess of Stoneham in der Fernsehserie Der Fürst und das Mädchen und weitere tragende Rollen in den Fernsehreihen Tatort (erstmals 1977), Der Alte (1987), Rosa Roth (1996) und Polizeiruf 110 (2001). 
Andrea Jonasson lebt und arbeitet vorwiegend in Italien und war in den letzten Jahrzehnten auch am Schauspielhaus Graz, dem Volkstheater Wien und dem Theater in der Josefstadt in Wien zu sehen. Anlässlich ihres 60. Bühnenjubiläums wurde sie am 13. Oktober 2022 mit der Ehrenmitgliedschaft des Theaters in der Josefstadt ausgezeichnet. Von 1997 an engagierte sie sich für die Hilfsorganisation Menschen für Menschen.

## Filmografie
- 1963: Wassa Schelesnowa (TV)
- 1965: Antigone
- 1965: Fluchtversuch (TV)
- 1966: Schonzeit für Füchse
- 1966: Baumeister Solness (TV)
- 1968: Tragödie auf der Jagd (TV)
- 1970: Trauer muss Elektra tragen (TV)
- 1971: Die drei Gesichter der Tamara Bunke (TV)
- 1971: Iwanow (TV)
- 1971: Heißer Sand (TV)
- 1972: Sonderdezernat K1 – Vier Schüsse auf den Mörder (Fernsehserie)
- 1973: Gott schützt die Liebenden
- 1976: Zwei Fliegen (Fernsehserie Lobster)
- 1977: Des Doktors Dilemma (TV)
- 1977: Tatort – Spätlese (Fernsehreihe)
- 1979: Das Komplott (TV)
- 1980: Am Südhang (TV)
- 1983: Strawanzer
- 1986: Mord am Pool (TV)
- 1987: Der Alte – Der Stichtag (Fernsehserie)
- 1989: Das Spinnennetz
- 1990: Mademoiselle Ardel (TV)
- 1993: Das Babylon Komplott (TV)
- 1995: Tatort – Herz-As (Fernsehreihe)
- 1996: Rosa Roth – Montag, 26. November (Fernsehserie)
- 1997: Ultimo bersaglio
- 1998: Ritorno di fiamma (Fernsehserie Avvocati)
- 2000: Die Ehre der Strizzis (TV)
- 2001: Polizeiruf 110 – Jugendwahn (Fernsehreihe)
- 2002: Il lato oscuro (Fernsehserie)
- 2002: Casomai
- 2003: Chiaroscuro (TV)
- 2004: Der Elefant – Mord verjährt nie (Fernsehserie, Folge Die Welt gehört mir)
- 2004: Inga Lindström – Begegnung am Meer (Fernsehserie)
- 2005: Barbara Wood – Das Haus der Harmonie (TV)
- 2005–2007: Der Fürst und das Mädchen (Fernsehserie)
- 2014: SOKO Kitzbühel – Kitzbühel liegt am Meer (Fernsehserie)
- 2015: Vecchi Pazzi
- 2017: The Prize (Il premio)

## Hörspiele (Auswahl)
- 1980: Alexandre Dumas der Jüngere: Halbwelt – Regie: Ferry Bauer (Hörspielbearbeitung – ORF Oberösterreich)

## Auszeichnungen
- 1970: Goldene Kamera für ihre Darstellung in Trauer muß Elektra tragen
- 2011: 7. März Verdienstorden der Italienischen Republik – Großoffizier (Grande Ufficale)[2]
- 2017: Nestroy-Theaterpreis – Beste Schauspielerin für ihre Darstellung der Freifrau Sophie von Essenbeck in der Bühnenfassung von Die Verdammten am Theater in der Josefstadt[3]
- 2022: Ehrenmitglied des Theaters in der Josefstadt